# Кордт, Вениамин Александрович
Вениами́н Алекса́ндрович Кордт (нем. Benjamin Cordt; 19 февраля [2 марта] 1860, Дерпт, Лифляндская губерния — 24 декабря 1934, Киев) — российский и украинский историк, один из создателей Национальной библиотеки Украины имени В. И. Вернадского.

## Биография

### Дерптский период
Вениамин Кордт (при рождении получил имя Христофор Иоганн Вениамин) родился в семье гончара Александра Кордта и его жены Элизы Пердау, мещан немецкого происхождения. В период 1869—1878 годов обучался в Дерптской гимназии, по окончании которой поступил на юридический факультет Дерптского университета.
В 1879—1881 годах имел перерыв в университетском обучении, в это время работал в Севастополе домашним учителем в семье генерала О. Б. Рихтера. По возобновлении учёбы заинтересовался историей дипломатии. Студенческая работа на эту тему под названием «Holländer für den Handel Russlands im XVII Jahrhundert, mit Berücksichtigung der diplomatischen Beziehungen» была удостоена золотой медали. Параллельно с учёбой, с конца 1883 года служил по вольному найму в университетской библиотеке. 
После окончания учёбы в 1885 году назначен помощником библиотекаря Дерптского университета. Совмещал эту должность с работой в библиотеке Учёного эстонского общества. В 1888 году получил степень кандидата университета по дипломатии и утверждён в должности университетского библиотекаря. В 1891 году получил чин титулярного советника. В 1893 году во время отпуска работал в архивах Голландии и Швеции, в том же году избран членом-корреспондентом Эстонского литературного общества. 25 ноября 1893 года удостоен чина коллежского асессора.

### Киевский период
В начале 1894 года переехал в Киев, приняв должности библиотекаря университета св. Владимира и заведующего Центральным архивом
древних актов Киевской, Волынской и Подольской губерний. Год спустя по заданию Императорской академии наук направлен в Голландию для сбора материалов, дополняющих его ранние исследования о российско-шведских отношениях. Активно сотрудничает с научными организациями: в 1899 году принят почётным членом в Императорское Московское археологическое общество, с 1900 года — действительный член Одесского общества истории и древностей, с 1906 года – член Императорского общества любителей естествознания, антропологии и этнографии. 
В 1910 году получил в университете место приват-доцента кафедры русской истории. На следующий год повторяет поездку в Голландию, становится членом-сотрудником Киевской археографической комиссии и членом Общества летописца Нестора. Продолжая трудиться в университетской библиотеке, вносит предложение о строительстве нового здания. После чего в 1912—1913 годах командирован в Германию для ознакомления с библиотечными строениями. Во время Первой мировой войны осуществлял эвакуацию университетского библиотечного фонда (около 700 тыс. томов) в Саратов, а затем возврат его обратно.
В 1918 году выступает среди инициаторов создания Национальной библиотеки Украины (НБУ), входил в состав Временного комитета библиотеки, возглавлял его в 1921—1923 годах. В 1921—1930 годах действительный член Археографической комиссии ВУАН, в 1924 году избран почётным членом в Историческое общество Утрехта. В 1926 году переходит на работу в НБУ, после передачи туда фондов библиотеки Киевского университета. В новом учреждении работал заведующим университетского отдела, а с 1928 года и до конца жизни возглавлял картографический отдел.

## Награды
- Макарьевская премия (1907) — за первый выпуск «Материалов по истории русской картографии»[15][9].
- Уваровская премия (1911) — за второй выпуск «Материалов по истории русской картографии»[15][9].
- Медаль имени П. П. Семёнова-Тян-Шанского (1911)[16].

### Список произведений
- Библиографические заметки об иностранных путешественниках в России до конца XVII века // Учёные записки Императорского Юрьевского Университета : журнал. — Юрьев, 1893. — № 2. — С. 55—69.
- Материалы по истории русской картографии. — Киев: Тип. С. В. Кульженко.
  - Вып. I. Карты всей России и южных её областей до половины XVII века. — 1899. — 15, [32] с.
  - Вып. I. Вторая серия. Карты всей России, Северных её областей и Сибири. — 1906. — 28, [25] с.
  - Вып. II. Карты всей России и Западных её областей до конца. — 1910. — 31, [45] с.
- Чужоземні подорожні по Східній Европі до 1700 р. (укр.). — Киев: Тип. УАН, 1926. — 208 с.